# Michael Glasmeier
Michael Glasmeier  (* 1951 in Bochum) ist Kunsthistoriker, Essayist, Publizist, Lyriker und Ausstellungsmacher.  Er lehrte von 1992 bis 2016 als Professor an den Kunsthochschulen in Weimar, Braunschweig und zuletzt in Bremen. Schwerpunkte seiner Arbeit sind die vielfältigen Beziehungen von bildender Kunst, Musik, Sprache, Film, Fotografie untereinander und zur Komik, Diskretion, Ästhetik des Unscheinbaren, Subversion oder Politik.

## Leben
Nachdem 1965 Cartoons in Jugendzeitschriften erschienen, veröffentlichte Glasmeier ab 1969 erste Gedichte in Anthologien und trat in Westdeutschland mit Lesungen auf. Inspiriert waren seine Texte von der visuellen Poesie und der amerikanischen Lyrik von Robert Creeley, Allen Ginsberg, William Carlos Williams oder Frank O’Hara. Gleichzeitig entstanden Super-8-Filme in Auseinandersetzung mit Expanded Cinema. 1970 sendete der WDR sein experimentelles O-Ton-Hörspiel „Kaputt“.
Nach seinem Bundeswehrdienst studierte Glasmeier von 1973 bis 1981 Philosophie, Kunst- und Literaturwissenschaft an der Technischen Universität Berlin und arbeitete nebenher in der Heinrich-Heine-Buchhandlung im Bahnhof Zoo. Nach Beiträgen zur visuellen Poesie (u. a. in der Zeitschrift „Volksfoto“), nach dem Theaterstück „Tableau um/mit Musik“ (Theater heute, 10/1979) und nach ersten Essays für „Sprache im technischen Zeitalter“ begann er mit sequenzartiger reduktionistischer Lyrik, die er in einzelnen Heften publizierte.
1976 erhielt er ein Stipendium für Literatur der Stadt Gelsenkirchen. Ab den 1980er Jahren war Glasmeier im Umkreis des Merve Verlags und der Edition Sirene, der internationalen Mail-Art-Künstler, des Gelsenkirchener Ateliers seines 2003 verstorbenen Bruders Rolf Glasmeier, der Berliner Zeitschrift „GEPEIN“, des Büro Berlin und des SO36 zu finden. Mit Fritz Rahmann entwickelte er 1980 in Berlin die Ausstellung „Enzyklopädie“. Alle diese unterschiedlichen, subkulturellen Produktionsstrategien wurden 1982 mit der Einzelausstellung „Auszüge“ im Berliner Merve Verlag präsentiert.
Nach seiner Magisterarbeit zum Panoptikum des Karl Valentin, die teilweise 1982 im Katalog zur Jubiläumsausstellung „Karl Valentin. Volkssänger? Dadaist?“ im Münchner Stadtmuseum publiziert wurde, setzte Glasmeier sein Studium in Marburg fort und beendete es 1984 mit der Promotion „Karl Valentin. Der Komiker und die Künste“.
In den nun beginnenden Jahren freiberuflicher Tätigkeit trat die lyrische Produktion mehr und mehr in den Hintergrund, und Glasmeier begann im Bereich Kunst zu arbeiten. Er schrieb Katalogtexte, Kunstkritiken und Essays für „neue bildende kunst“, „Daidalos“ und die Stadtmagazine tip und zitty, arbeitete mit Künstlern zusammen und zeigte 1986 seine Ausstellung „Die Kunstrezeption nach 1945“ in der Hotel-Pension Nürnberger Eck.
1987 begann eine Serie großer thematischer und historisch angelegter Ausstellungen zur konkreten und visuellen Poesie, zur Künstlerschallplatte, zur Strategie des Erzählens, zum Künstlerbuch, zum Verbrechen, zur Beziehung von Bruce Nauman und Samuel Beckett, zum Barock und Tableaux vivants, die 2005 mit der Kassler Schau zum 50-jährigen Jubiläum der documenta ihren vorläufigen Höhepunkt fand.
Seine Ausstellung „Gestern oder im 2. Stock. Karl Valentin, Kunst und Komik seit 1948“, die 2009 im Münchner Stadtmuseum stattfand (mit Wolfgang Till), versammelte internationale Künstler von John Baldessari, George Brecht, Samuel Beckett, Frieder Butzmann, über Rodney Graham, Richard Hamilton, Thomas Kapielski bis zu Roman Signer, William Wegman, Olav Westphalen und Erwin Wurm. Sie wurde von der deutschen Sektion des internationalen Kunstkritikerverbandes AICA als „Besondere Ausstellung 2009“ ausgezeichnet.
Nach Lehraufträgen in Zürich, einer Vertretungsprofessur für Geschichte und Theorie der Kunst an der Hochschule für Architektur und Bauwesen in Weimar von 1992 bis 1993 und einer Professur für Kunstwissenschaft an der Hochschule für Bildende Künste Braunschweig von 1996 bis 2005 lehrte Glasmeier von 2005 bis 2016 als Professor für Kunstwissenschaft an der Hochschule für Künste Bremen.
Glasmeier war 2002–2005 Direktor des Instituts für Kunstwissenschaft an der Hochschule für Bildende Künste Braunschweig, 2008–2016 Direktor des Instituts für Kunst- und Musikwissenschaft der Hochschule für Künste Bremen und von 2005 bis 2016 im Vorstand des Forschungsverbunds Künstlerpublikationen am Weserburg Museum, Bremen.
Er ist Gründungsmitglied der Terry Fox Association, Köln und Kuratoriumsmitglied des Melton Prior Instituts, Düsseldorf.
Seit 2006 tritt Glasmeier mit dem vierstündigen Programm „Leidenschaft und Ostinato“ als Barock-DJ (u. a. in Arles, Berlin, Bremen, Dresden, Hamburg, Köln, Zürich) und seit 2015 mit „Dancing the Underground“ als DJ des 1960-70er Psychedelic-Rock auf.

## Position
Glasmeier, der auch in seiner wissenschaftlichen, kuratorischen und archivarischen Arbeit experimentell-poetisch geblieben ist, seinen Hang zu Komik, Albernheit und Subversion nicht leugnet und sich immer neue Bereiche digressiv und leidenschaftlich erschließt, folgt weder den Reinheitsgeboten und Ausschließungsverfahren modischer Diskurse, noch den Gesetzen des Kunstmarktes. Glasmeier zieht vielmehr den Widerspruch und die Überschreitung vor (abzulesen zum Beispiel am kontrovers diskutierten Ausstellungsteil „Diskrete Energien“ ausgerechnet zum Jubiläum der documenta) und den unerschöpflichen Reichtum eines möglichen Denkens über Kunst, wie er sich beispielsweise in der von 1995 bis 2001 gemeinsam mit Gerti Fietzek herausgegebenen Fundus-Reihe zur Kunst exemplarisch zeigt.

## Veröffentlichungen

### Monografien
- 2024: Butzmann pfeift Gedichte. Martin Schmitz Verlag, ISBN 978-3-949875-01-4.
- 2022: Aah…Aha! Albumatlas. Gemeinsam mit Peter Radelfinger, Jungle Books, St. Gallen
- 2020: Sichtagitation Briefmarke. KP Brehmer – Aby Warburg. Textem Campo, Hamburg
- 2019: Die Flucht nach Ägypten. Vater und Sohn variieren ein Thema. Piet Meyer Verlag, Bern, Wien
- 2016: Geräusche, Ritornelle für eine Kunstgeschichte des Klangs. Von Fra Angelico und Claudio Monteverdi zu Marcel Duchamp und Terry Fox. Hg. v. Tania Prill und Andrea Sick, Textem Verlag, Hamburg
- 2012: Von Nüssen lernen. Adriaen Coorte und die Kunst des Kleinen. Textem Verlag, Hamburg
- 2011: und zwischen dazwischen und dazwischen und ... In:  Jan-Frederik Bandel (Hrsg.): Poetische Hefte und Zyklen 1979–1987. Textem Verlag, Hamburg
- 2011: Albernheit. Gemeinsam mit Lisa Steib. Textem Verlag, Hamburg
- 2009: Die skelettierten Stadtmusikanten und Das Glück bei den Kühen. Märchenmotive in der zeitgenössischen Kunst. Zwei Vorträge. Salon Verlag, Köln
- 2008: Das Ganze in Bewegung. Essays zu einer Kunstgeschichte des Gegenwärtigen. Philo Fine Arts (Fundus Bücher), Hamburg
- 2002: Loop. Zur Geschichte und Theorie der Endlosschleife am Beispiel Rodney Graham. Köln
- 2001: Extreme 1–8. Vorträge zur Kunst. Salon Verlag, Köln
- 2000: Üben. Essays zur Kunst. Salon Verlag, Köln, ISBN 3-932189-55-8
- 1996: Sportfreund Willi Müller, Künstler Yves Klein. Eine Gelsenkirchener Begegnung. Wiens Laden & Verlag, Berlin
- 1987: Karl Valentin. Der Komiker und die Künste. Carl Hanser Verlag, München/Wien
- 1997: Texte über Texte. Experimentelle Texte, Nr. 10, Siegen
- 1984: Auf Walfang im südlichen Eis. Vogelsang, Berlin
- 1983: Revierflexionen. Seele, Berlin
- 1981: Einige illustrierte Sprüche des J. W. Goethe. Patio, Frankfurt am Main

### Herausgeberschaft
- 2021: Nora Schattauer. Werkverzeichnis der Künstlerbücher 1991 – 2020. Verlag der Buchhandlung Walther und Franz König, Köln
- 2020: Kyung-hwa Choi-ahoi. Von Hamburg nach Wien und zurück. Tag.Buch.Zeichnung. Textem Campo, Hamburg
- 2019: Claus Böhmler. Smart Artist. Gemeinsam mit Naho Kawabe und Nora Sdun, Textem Verlag, Hamburg
- 2017: Jeanne Mammen. Rimbaud-Übertragungen. Illuminationen und Fragmente. Gemeinsam mit Annelie Lütgens. Textem Verlag, Hamburg
- 2016: Henry James. Bild und Text. Gemeinsam mit Alexander Roob. Piet Meyer Verlag, Bern/Wien
- 2016: Typografie als künstlerisches Ereignis. Gemeinsam mit Tania Prill. Textem Verlag, Hamburg
- 2016: Clemens Brentano, Joseph Görres. Uhrmacher, Bärnhäuter und musikalische Reisen. Satiren der Heidelberger Romantik. Gemeinsam mit Thomas Isermann. Erweiterte Neuausgabe, Textem Verlag, Hamburg
- 2014: Strategien der Zeichnung. Kunst der Illustration. Textem Verlag, Hamburg
- 2012: Kunst und Design. Eine Affäre. Gemeinsam mit Annette Geiger. Textem Verlag, Hamburg
- 2012: Künstler als Wissenschaftler, Kunsthistoriker und Schriftsteller. Salon Verlag, Köln
- 2011: The Eye of Prey. Becketts Film-, Fernseh- und Videoarbeiten. Gemeinsam mit Gaby Hartel. Suhrkamp Verlag, Berlin
- 2011: Anarchie des Lachens. Komik in den Künsten. Silke Schreiber, München, ISBN 3-88960-124-3
- 2007: Künstler in der Lehre. Texte von Ad Reinhardt bis Ulrike Grossarth. Gemeinsam mit Elke Bippus. Philo & Philo Fine Arts (Fundus Bücher), Hamburg
- 2005: Playtime. Film interdisziplinär. Gemeinsam mit Heike Klippel. Lit Verlag, Münster, ISBN 978-3-8258-8375-1
- 2005: Erwin Panofsky. Was ist Barock? Gemeinsam mit Johannes Zahlten. Philo & Philo Fine Arts (Fundus Bücher) Berlin/Hamburg
- 2005: Painting the Picture. Gemeinsam mit Thomas Köhler und Annelie Lütgens. Salon Verlag, Köln
- 2004: Der  Ausstellungskatalog. Beiträge zur Geschichte und Theorie. Gemeinsam mit Dagmar Bosse und Agnes Prus. Salon Verlag, Köln, ISBN 3-89770-206-1.
- 2000: Samuel Beckett. Das Gleiche nochmal anders. Gemeinsam mit Gaby Hartel. Suhrkamp Verlag, Frankfurt am Main
- 1997: Vergessen. Jahrbuch der Hochschule für Bildende Künste Braunschweig. Gemeinsam mit Maurice Korbel, Gabriele Mackert, Hannes Malte Mahler, Nicole Viehöver, Salon Verlag, Köln
- 1995: Wilhelm Fraenger. Formen des Komischen. Verlag der Kunst (Fundus), Dresden/Basel
- 1994: Johann Carl Wezel. Akten des Symposiums der Gesamthochschule/Universität Kassel vom 15. bis 18. Oktober 1992. Gemeinsam mit Rolf Lobeck. Jenior & Preßler, Kassel
- 1992: Periphere Museen in Berlin. Merve, Berlin
- 1990: buchstäblich Nürnberger wörtliche Tage. Gemeinsam mit Lucius Grisebach. Kunsthalle Nürnberg, Verlag für moderne Kunst, Nürnberg
- 1990: Schriftproben von Peter Hammer (d.i. Joseph Görres). Gemeinsam mit Thomas Isermann. Merve Verlag, Berlin
- 1988: Clemens Brentano, Joseph Görres. Uhrmacher, Bärnhäuter und musikalische Reisen. Satiren der Heidelberger Romantik. Edition Sirene, Berlin
- 1983: Enzyklopädie, eine Ausstellung.Gemeinsam mit Fritz Rahmann. Seele, Berlin

## Ausstellungskataloge (Auswahl)
- 2011: Sommeranfang Kleiner Werden. Galerie am Schwarzen Meer, Bremen
- 2009: Gestern oder im 2. Stock. Karl Valentin, Komik und Kunst seit 1948. Münchner Stadtmuseum, Verlag Silke Schreiber, München (mit Wolfgang Till)
- 2005: 50 Jahre / Years documenta: Diskrete Energien. archive in motion. 2 Bde., Kunsthalle Fridericianum Kassel. Steidl Verlag, Göttingen
- 2002: Tableaux vivants. Lebende Bilder und Attitüden in Fotografie, Film und Video. Kunsthalle Wien (mit Sabine Folie)
- 2001: Eine barocke Party. Augenblicke des Welttheaters in der zeitgenössischen Kunst. Kunsthalle Wien (mit Sabine Folie)
- 2000: Samuel Beckett  Bruce Nauman. Kunsthalle Wien (Mitherausgeber)
- 1999: Private Eye. Crimes & Cases. Haus am Waldsee, Berlin (Hg.)
- 1996: Thomas Kapielski: Nach Einbruch der Nüchternheit. Werkkatalog 1979 bis 1996. Valentin-Musäum, München; Wiens Laden & Verlag, Berlin
- 1995: Im Schuber. en passant 1–9. Begleithefte zur Ausstellungsreihe Kunst im Foyer, Podewil, Berlin-Mitte, März 1994 bis Mai 1995. Vertrieb der Buchhandlung Walther König, Köln, (mit Raffael Rheinsberg, Christian Boltanski, Claus Böhmler, Sibylle Hofter, Hulda Hakon, Paul-Armand Gette u. a.)
- 1994: Die Bücher der Künstler. Publikationen und Editionen seit den sechziger Jahren in Deutschland. Institut für Auslandsbeziehungen, Stuttgart; Edition Hansjörg Mayer, Stuttgart, London
- 1994: ERZÄHLEN. Eine Anthologie. Akademie der Künste Berlin, Cantz Verlag, Ostfildern
- 1993: Schenkung Christian Boltanski. Valentin-Musäum, München; Verlag der Buchhandlung Walther König, Köln
- 1989: Broken Music. Artists’ Recordworks. Berliner Künstlerprogramm des DAAD, gelbe Musik Berlin,  (mit Ursula Block)
- 1987: buchstäblich wörtlich – wörtlich buchstäblich. Eine Sammlung konkreter und visueller Poesie der sechziger Jahre in der Nationalgalerie Berlin. Staatliche Museen Preußischer Kulturbesitz, Berlin
- 1983: Enzyklopädie. Eine Ausstellung. Gemeinsam mit Fritz Rahman. Seele Verlag, Berlin

## Hörspiele (Autor)
- 1970: Kaputt. Westdeutscher Rundfunk
- 2014: Pontormos Sintflut – Realisation und Musik: Frieder Butzmann – (Hörspiel – DKultur)